# Manuel Hernández y Álvarez Reyero
Manuel Hernández y Álvarez Reyero (León, España, 17 de marzo de 1864-Soria, 18 de julio de 1933), fue un arquitecto español vinculado a la arquitectura civil de la ciudad de Santiago de Compostela.

## Trayectoria
Hernández era hijo del ingeniero civil Manuel Hernández Muñoz y de Ninfa Álvarez Reyero. Inició sus estudios de arquitectura en Madrid en 1883.

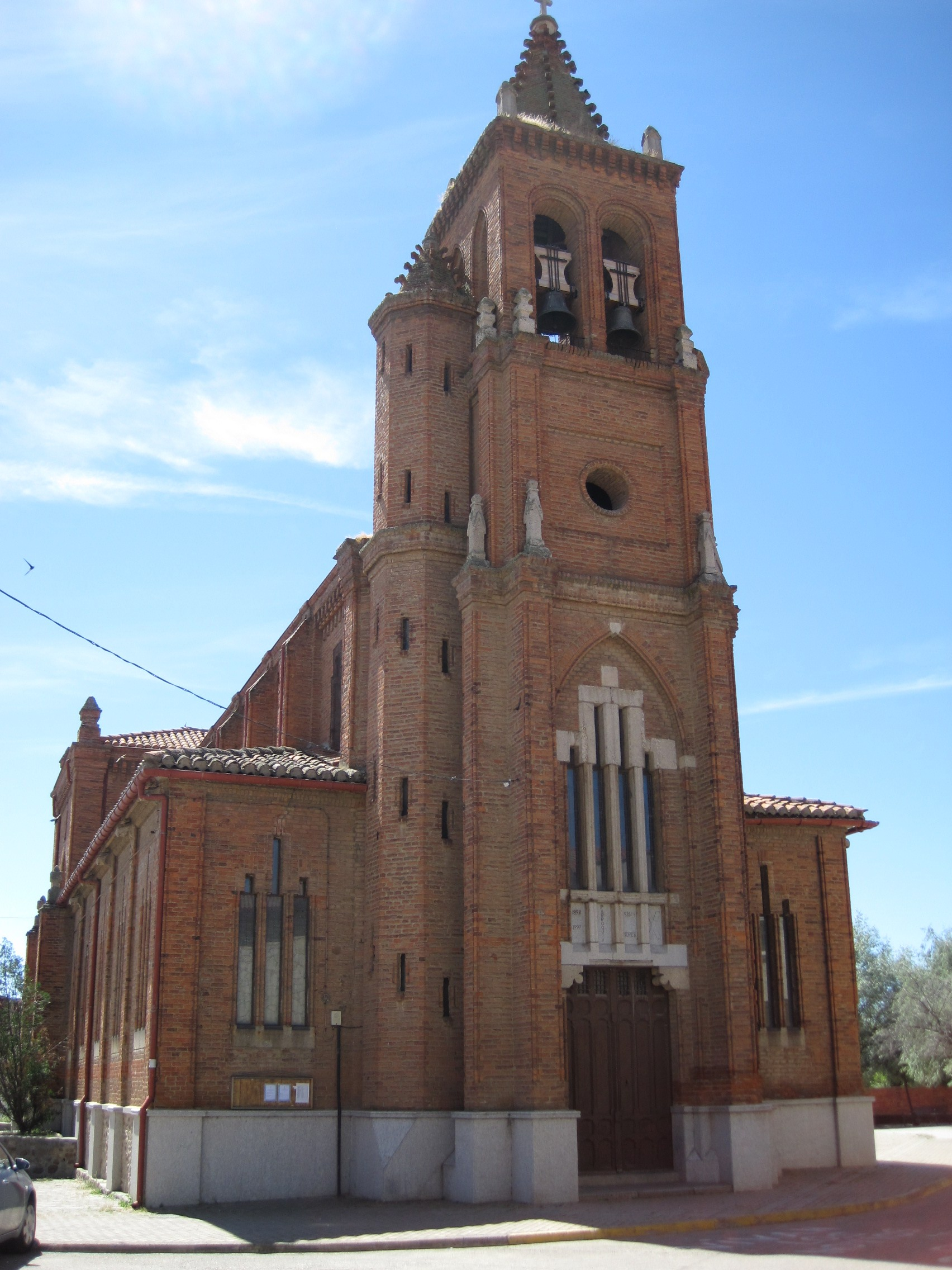
Iglesia de San Andrés, Astorga.

Tras presentar el proyecto fin de carrera "Bolsa para Madrid" recibió el título de arquitecto en 1892. Su primer trabajo fue el de arquitecto ayudante en la Dirección de Construcciones Civiles de la zona noroeste, donde logró el nombramiento de vocal en 1895. Entre 1894 y 1896 trabajó como arquitecto municipal de León, donde diseñó el ensanche de la ciudad. Esta obra le permitió convertirse en arquitecto diocesano de Astorga, donde diseñó la iglesia de San Andrés y en 1896 fue director de obras del Palacio Episcopal de Astorga, diseñado por Antoni Gaudí. En 1898 obtuvo medalla de plata en la Exposición Nacional de Bellas Artes.
Se instaló en Santiago de Compostela en 1899 donde ejerció ejerció como arquitecto municipal entre 1899 y 1910 y como arquitecto diocesano de la Archidiócesis de Santiago de Compostela (cargo que ocupó hasta 1914). Estuvo a cargo de las obras de la iglesia de Santa Lucía de Coruña, y también fue profesor de dibujo en la Escuela de Artes y Oficios de Santiago.  Desde 1909 fue socio da Sociedad Española de Historia Natural. En 1910 abandonó la ciudad para ocupar el cargo de arquitecto municipal de Cáceres.
La transición de la arquitectura de principios del siglo XX hacia el modernismo corresponde en gran medida a Manuel Hernández y Álvarez Reyero. Un número importante de casas de la época firmadas por él muestran un estilo ecléctico y gusto modernista. Claros ejemplos son las casas del número 17 de la Rúa do Castro en la esquina con Travesa da Universidade, de 1906 (aún en pie), y también la casa del número 8 de la Rúa do Hórreo, de 1909 (hoy derribada). Suyo fue también el diseño del pabellón destinado a albergar el Centro Gallego de La Habana en la ciudad durante la celebración de la Exposición Regional de 1909.
Otros trabajos suyos fueron el proyecto de la iglesia neogótica situada en Caritel (Ponte Caldelas) (1903-1916), los cines Odeón y Royalti de Vigo (1916) y la reconstrucción en estilo gótico de las fachadas de las iglesias de Santiago de La Coruña (1897-1912) y Betanzos (1898-1901).